# Bill Tuttle
Bill Tuttle (n. 21 februarie 1882, Chicago, Illinois, SUA – d. 22 februarie 1930, Los Angeles, California, SUA) a fost un înotător american, medaliat olimpic. A participat la o ediție a Jocurilor Olimpice (1904) în care a câștigat două medalii de argint.